# Rue Vieille-du-Temple
Rue Vieille-du-Temple je ulice v Paříži v historické čtvrti Marais. Nachází se ve 3. a 4. obvodu. Název ulice (Starého templu) je odvozen od bývalého templářského kláštera.

## Poloha
Ulice vede od křižovatky s Rue de Rivoli (kde navazuje na Rue du Pont-Louis-Philippe) a končí na křižovatce s Rue de Bretagne, odkud dále pokračuje Rue des Filles-du-Calvaire.

## Historie
Část ulice vznikla již kolem roku 1250. V seznamu pařížských ulic Le Dit des rues de Paris je uvedena pod názvem Rue du Temple.
Ulice byla původně rozdělena městskými hradbami na dvě části. Úsek za hradbami se nazýval Rue de la Culture-du-Temple, Rue de la Couture-du-Temple či Rue de la Clôture-du-Temple, protože vedla k ohrazeným zahradám (clôture) templářského chrámu. Na některých plánech města se rovněž označuje jako Rue de l'Égout či Rue de l'Égout-du-Temple, neboť tudy vedla stoka.
Část uvnitř města mezi Place Baudoyer a hradbami Filipa II. Augusta se nazývala Rue de la Porte-Barbette, Rue de la Poterne-Barbette, Rue Barbette nebo Rue Vieille-Barbette, protože vedla podle paláce Barbette k bráně Barbette umístěné poblíž bývalé Rue de Paradis-au-Marais.
Dne 23. listopadu 1407 byl před palácem Amelot de Bisseuil zavražděn Ludvík z Valois, což zavdalo příčinu k občanské válce mezi Armaňaky a Burgunďany.
Po výstavbě nových městských hradeb za vlády Karla V. byly obě části ulice spojeny pod názvem Vieille-rue-du-Temple.
Ministerskou vyhláškou z 9. dubna 1800 byla šířka ulice stanovena na 10 metrů. Královským výnosem z 23. června 1830 byla šířka zvětšena na 14 metrů. V 19. století měřila Rue Vieille-du-Temple 940 metrů, začínala u Rue Saint-Antoine a končila na křižovatce s Rue de Normandie a Rue Saint-Louis-en-l'Île. V roce 1885 byla část ulice mezi Place Baudoyer a Rue de Rivoli odpojena a připojena k Rue du Pont-Louis-Philippe.

## Zajímavé objekty
- dům č. 14: původně palác postavený pro Claude de La Cour, vdovu po Pierrovi de Bragelongne
- dům č. 15: hôtel de Vibraye
- dům č. 20: vstup do Impasse de l'Hôtel-d'Argenson
- dům č. 23: žil zde malíř Éliane Thiollier (1926–1989)

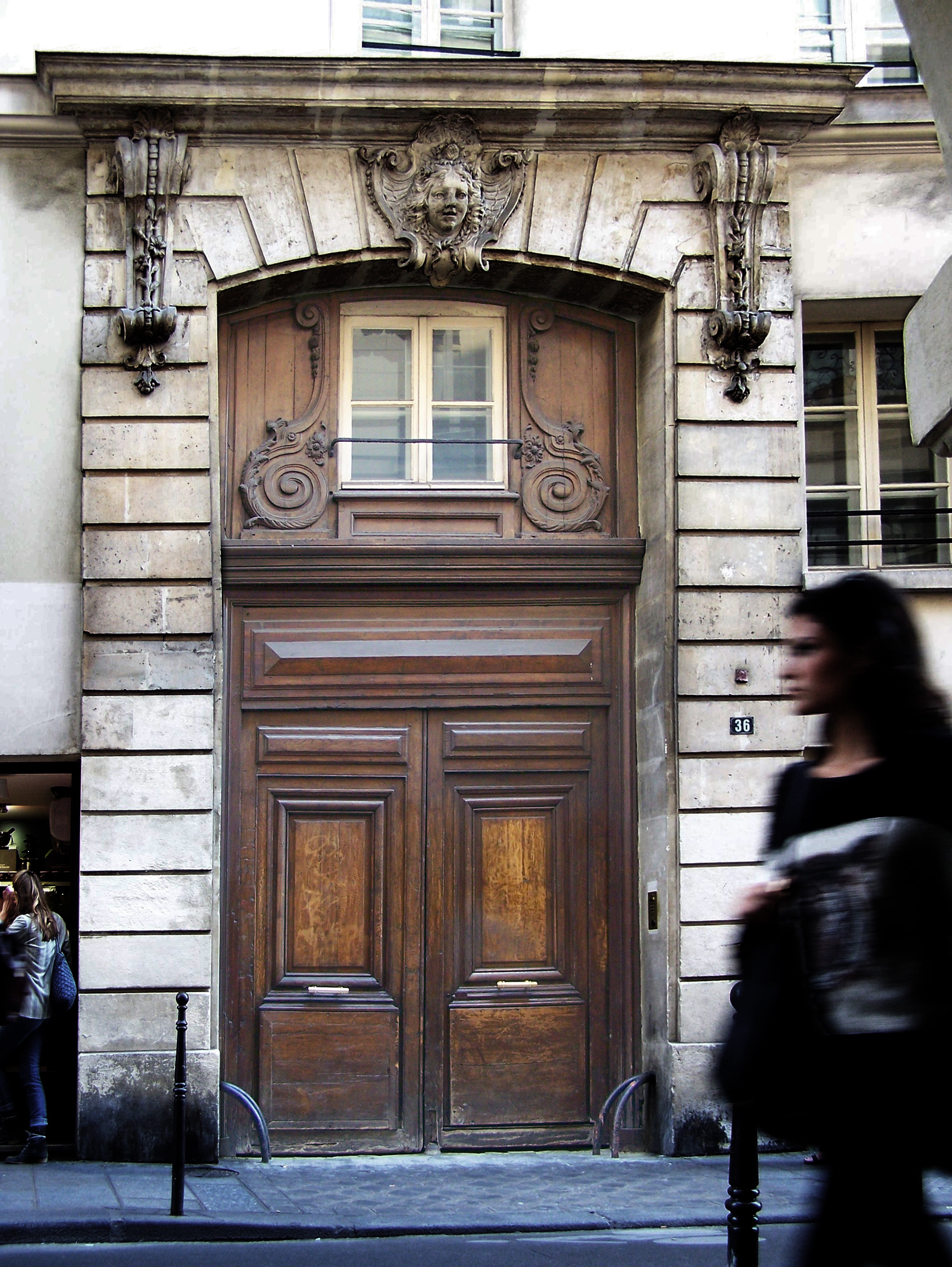
Památkově chráněný dům č. 36

- dům č. 24: postavil v roce 1792 architekt Bénigne-Joseph Varin
- dům č. 36: chráněný jako historická památka
- dům č. 43: u domu vstup do Passage des Singes
- dům č. 44: postavil v roce 1732 architekt Louis Le Tellier, chráněný jako historická památka
- dům č. 45: fasádu vytvořil v roce 1730 architekt Jean-François Blondel (1683–1756)
- dům č. 47: hôtel Amelot de Bisseuil
- domy č. 46–50: původně zde stál klášter Hospitalières-Saint-Gervais
- dům č. 48: Marché des Blancs-Manteaux – bývalá tržnice
- dům č. 52: v 18. století na místě tohoto domu stál kabaret Au-Chat-qui-pelotte
- dům č. 54: hôtel Jean Hérouet
- dům č. 61: na místě domu se nacházela brána Barbette, kterou se procházelo přes městské hradby
- dům č. 75: hôtel de la Tour du Pin, postavil v roce 1725 architekt Pierre Jacquot de Villeneuve pro Pierra Nicolase Bertina
- dům č. 87: hôtel de Rohan (sídlo Národního archivu)
- domy č. 100–104: hôtel de Lauzon
- dům č. 102: Lycée Victor-Hugo

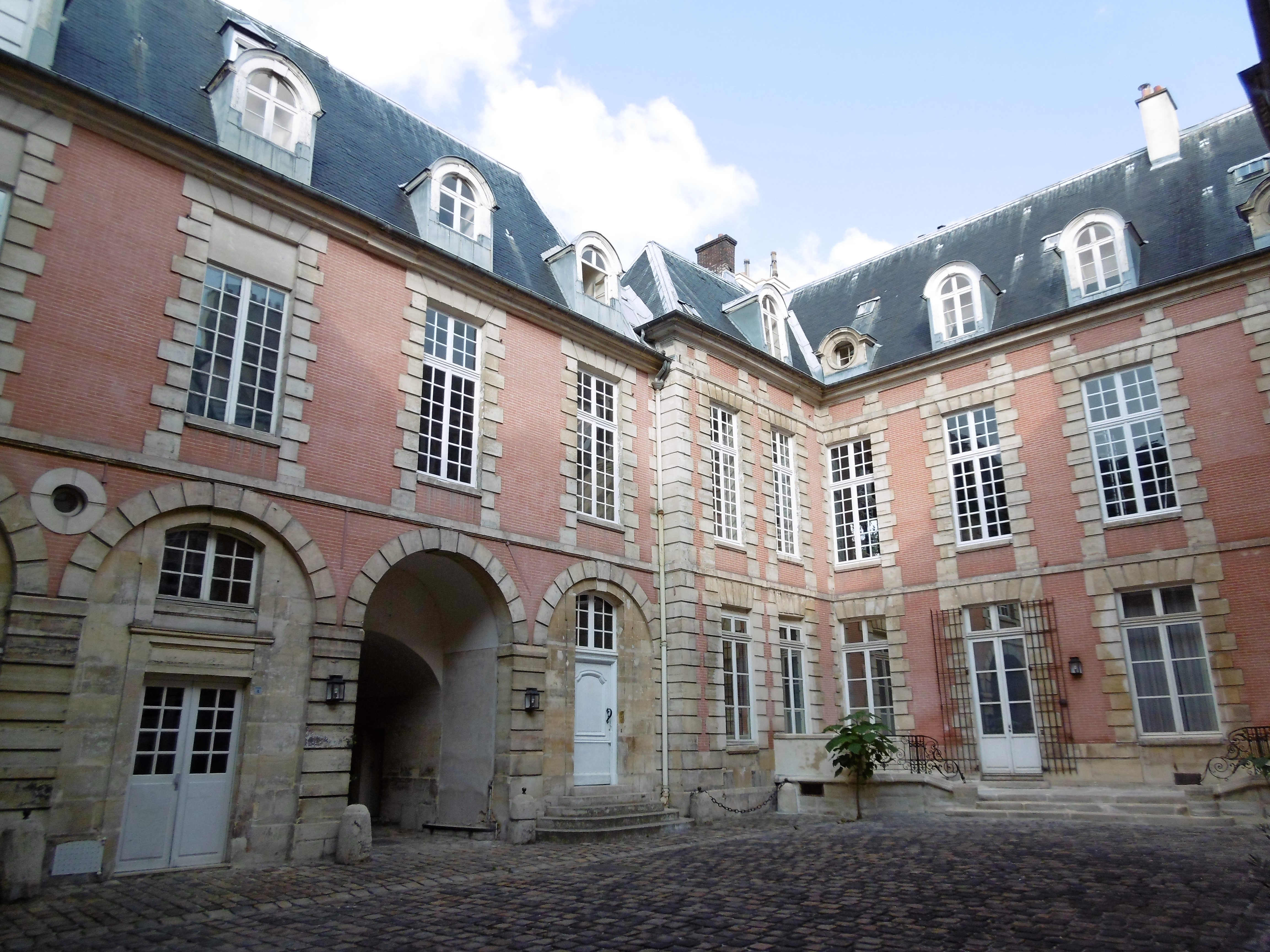
Hôtel Mégret de Sérilly (nádvoří)

- dům č. 106: hôtel Mégret de Sérilly, vystavěl v letech 1620–1621 architekt Jean Thiriot (1590–1649) pro královského sekretáře Nicolase Malebranche. V roce 1686 ho získal Charles Du Tillet, markýz La Bussière. Rodina Du Tillet palác nechala přestavět. Palác koupil v roce 1776 Antoine Jean-François Mégret de Sérilly (1746–1794). V roce 1778 zde nechal pro svou manželku zřídit boudoir s obložením, které vytvořil sochař Jules-Antoine Rousseau (1710–1782), krbem, který vytvořil sochař Philippe-Laurent Roland (1746–1816) a malovaným stropem, který vytvořil malíř Jean-Jacques Lagrenée (1739–1821). Tato výzdoba je uchována ve Victoria and Albert Museum. V paláci bydleli manželé šperkařka Line Vautrin (1913–1997) a malíř Jacques-Armand Bonnaud, kteří si zde zřídili své ateliéry.
- dům č. 108: původně zde stál hôtel d'Épernon, který postavil Jean Thiriot v roce 1621. Palác byl zbořen v roce 1890 a nahrazen stavbou architekta Vincenta Préauda (1835–1914).
- dům č. 110: hôtel d'Hozier, jehož stavbu začal v roce 1623 architekt Jean Thiriot pro Roberta Josselina de Marigny. Palác byl v roce 1644 obstaven a do roku 1697 byl pronajímán různým nájemníkům. Poté ho koupil André Bauyn de Bersan. V roce 1731 rytíř Pierre de Bersan nechal provést práce podle plánů Denise Quirota, ale v roce 1735 palác koupil herold Louis Pierre d'Hozier (1685–1767). V letech 1996–2005 zde měla ateliér sochařka Sandrine Follère.
- dům č. 127: dům ze 17. století

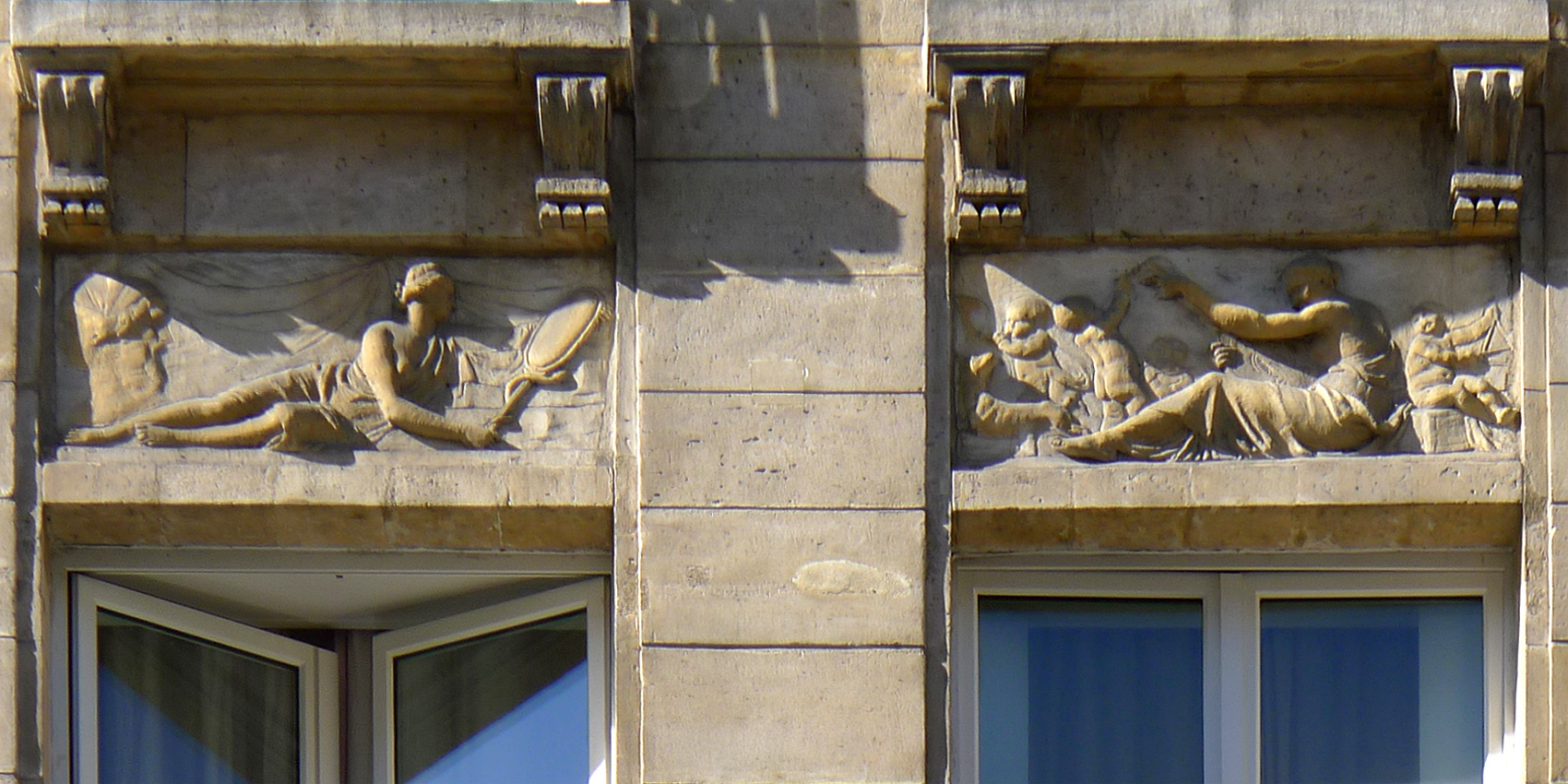
Basreliéfy na domě č. 137

- dům č. 137: dům postavil v roce 1777 Jean-Louis Blève pro Pierra Guérarda. Na fasádě se nacházejí basreliéfy představující pět smyslů a na nádvoří studna.